# Laboratorio per la polis
Laboratorio per la polis è una rete di formazione e cultura politica italiana, attiva anche con sito di informazione che pubblica articoli e approfondimenti su tematiche di attualità.

## Storia
Nato nel 2001 su ispirazione del presidente Oscar Luigi Scalfaro attraverso l'iniziativa di alcuni giuristi, ricercatori e professori universitari (Fabrizia Abbate, Alessandro Benedetti, Francesco Benevolo, Giuseppe Colavitti, Leopoldo Elia, Alberto Gambino, Giovanni Nuzzi, Francesco Gui, Andrea Montanino, Adriano Ossicini, Maria Grazia Rodomonte, Stefano Magnaldi), approfondisce i temi legati alla Carta Costituzionale, alla legalità e al vivere la politica come un servizio, dal 2003 comincia a svolgere corsi e incontri di formazione politica a titolo gratuito, anche confrontandosi con la classe dirigente italiana, con l'obiettivo di risvegliare le coscienze di quanti hanno a cuore l'impegno politico concepito come servizio per la comunità, nell'orizzonte del bene comune.

## Obiettivi
Gli scopi del Laboratorio sono:
1. promuovere laboratori e incontri di formazione politica sui territori;

1. elaborare contenuti di formazione politica da condividere e diffondere; c) diffondere la cultura dell'etica dei comportamenti e della buona politica.

Il think tank svolge anche funzioni di laboratorio legislativo: si ricordano in particolare l'elaborazione della legge di iniziativa popolare sulla libertà di informazione, il quesito referendario per l'abrogazione della riforma costituzionale del centrodestra, il pdl sulla tutela delle persone conviventi, la formulazione del testo del programma dell'Unione sulle unioni civili (v. DICO (disegno di legge)), il contributo al pacchetto liberalizzazioni (cosiddetto decreto Bersani (2007) dal nome del ministro per lo Sviluppo economico). Da ultimo, il laboratorio si è cimentato in una riflessione giuridica sull'abrogazione del bicameralismo e sulla modifica della legge elettorale da parte del Governo di Matteo Renzi.

## Contenuti e metodo formativo
Il Laboratorio sviluppa principalmente due filoni di pensiero: il cattolicesimo democratico e la cultura liberal-democratica e riformatrice, attraverso due tipologie di corsi: formazione generale e formazione sul territorio.
Da un punto di vista metodologico, la Scuola prevede che al termine del periodo formativo, organizzato per corsi, seminari e singole lezioni da svolgere in aula, si possa fruire di un periodo di stage nelle strutture politiche di maggiore rilevanza istituzionale (Parlamento europeo, Camera dei Deputati, Senato, Consiglio Regionale, Comunale o Municipale, Partito politico) e/o periodo di affiancamento a deputati nazionali ed europei, senatori della Repubblica o esponenti delle istituzioni locali (Regione, Provincia, Comune o Municipio), ovvero di stage presso sindacati, associazioni di interesse politico (per es. Movimento europeo), istituzioni consultive, quali Cnel, Ces, Consiglio delle Regioni.

## Trasmissioni radio-televisive
Il Laboratorio sviluppa altresì un ciclo di trasmissioni dal titolo "EUROPA DOMANI" sull'emittente Europa 7 che riprendono i temi trattati in seno ai corsi con l'apporto di personalità pubbliche. Gli incontri del laboratorio vengono trasmessi la domenica da GR Parlamento.

## Le responsabilità
Presidente:
- Alberto Gambino (2001-oggi)

Presidente onorario:
- Leopoldo Elia (2001-2008)

Portavoce:
- Alessandro Benedetti (2008-oggi)

Tesoriere:
- Fabrizio Famà (2001-oggi)

Rappresentante Legale:
- Giovanni Nuzzi (2001-oggi)

Segretari:
- Marco Spallaccini e Gianna Pascucci (2008-oggi), Jacopo Callari (2008)
- Stefania Saracino (2006-2007)
- Diego Demetrio (2001-2006)

Direttore:
- Marcello De Vivo (2006-oggi)
- Alessandro Benedetti e Francesco Gui (2001-2006)

Responsabile Blog:
- Raffaele Marino (2008-oggi)

Ufficio Stampa:
- Roberta Mazzeo (2008-oggi)
- Stefania Saracino (2006-2007)

Consiglio di fondazione: Fabrizia Abbate, Alessandro Benedetti, Francesco Benevolo, Marco Brotto, Marcello De Vivo, Fabrizio Famà, Letizia Gallacci, Alberto Gambino, Emanuela Magnaldi, Stefano Magnaldi, Raffaele Marino, Andrea Montanino, Giovanni Nuzzi, Stefania Saracino, Caterina Zuccaro

## I docenti
I docenti hanno svolto relazioni in particolare in sei moduli formativi: Etica e politica; Economia e politica; Costituzione e riforme; Giustizia e legalità; Informazione e comunicazione; Organizzazione politica.
- Giulio Albanese[6]
- Erminio Amelio[7]
- Alessandro Benedetti, avvocato penalista - autore del libro sulla strage di Ustica "IH870. Il volo spezzato".
- Francesco Benevolo, già ufficio studi Censis - manager
- Luigi Vittorio Berliri, fondatore "Casa Blu", già consigliere comunale - Roma
- Antonello Biagini, ordinario Storia Moderna, Sapienza Università di Roma
- Paola Binetti
- Luigi Bobba
- Renato Brunetta[8]
- Cristian Carrara, già presidente Forum Nazionale dei Giovani - Acli
- Stefano Ceccanti[9]
- Francesco Clementi[9]
- Leopoldo Elia[10]
- Giuseppe Colavitti, docente di Diritto pubblico - segretario CNF
- Diego Demetrio, manager
- Luigina Di Liegro, presidente Fondazione "Di LIegro"
- Fabrizio Famà, manager
- Lucia Fronza Crepaz, già parlamentare - Movimento per l'Unità
- Francesco Graziadei, docente alla Luiss - avvocato
- Tana De Zulueta[11]
- Giovanni Floris, giornalista
- Francesco Garofani[12]
- Nicola Graziani, giornalista
- Valentina Grippo, avvocato - consigliere municipale, Roma
- Carlo Federico Grosso[13]
- Cesare Mirabelli, già Vicepresidente CSM - Presidente emerito Corte costituzionale[9]
- Andrea Montanino, economista
- Francesco Nucci, ordinario Statistica economica, Sapienza Università di Roma
- Giovanni Nuzzi, avvocato
- Marco Olivetti, ordinario Diritto costituzionale, Università di Foggia
- Francesca Russo, ricercatrice universitaria
- Michele Santoro[14]
- Stefania Saracino, giornalista
- Oscar Luigi Scalfaro[15]
- Roberto Scarpinato[16]
- Fabio Silvestri, docente di Storia contemporanea, Università di Chieti
- Marco Spallaccini, manager d'azienda
- Mattia Stella, presidente "Giovani per la Costituzione"
- Caterina Zuccaro, dirigente pubblica

## I relatori
Tra i principali relatori ai corsi e ai confronti:
- Francesco Anghelone
- Franco Angioni
- Alessandro Battisti
- Carlo Casini
- Pasquale Chessa
- Fabio Ciani
- Nicola Cigliese
- Mario Condorelli
- Carlo Corazza
- Silvia Costa
- Virgilio Dastoli
- Maria Romana De Gasperi
- Giulio Ercolessi
- Daniela Falcone
- Giuseppe Fanfani
- Piero Fassino
- Claudio Fava
- Giuseppe Fioroni
- Marco Follini
- Chiara Geloni
- Paolo Gentiloni
- Paolo Giuntella
- Corrado Giustiniani
- Ferdinando Imposimato
- Anna Maria Isastia
- Luca Krilic
- Paolo Matthiae
- Edward Melillo
- Raffaele Marino
- Donato Mosella
- Marco Mele
- Gianni Orlandi
- Guido Paggi
- Patrizia Prestipino
- Lapo Pistelli
- Vittorio Prodi
- Michael Radlickhi
- Umberto Ranieri
- Ermete Realacci
- Liliana Romero
- Francesco Rutelli[17]
- Luciana Sbarbati
- Patrizia Toja
- Tiziano Treu
- Giulia Vassallo
- Valter Veltroni
- Ugo Spezia
- Stefania Vannucci